# Bloque Socialista Unido de Liberación Homosexual
El Bloque Socialista Unido de Liberación Homosexual es una organización en defensa de los derechos y representación del colectivo LGBT socialista de Venezuela, adscrita al movimiento que se propugna a nivel mundial. Es una entidad de carácter político-social de izquierda, democrática, humanista, nacionalista y bolivariana. Su sede principal se encuentra en Caracas, con presencia a nivel nacional. 

## Historia
Fue fundado en 2008 tras la disolución del Movimiento Gay Revolucionario de Venezuela, del cual se le considera su sucesor. Cuenta con el apoyo del Partido Socialista Unido de Venezuela (PSUV). 
Dentro de sus planes de acción se encuentran velar por la igualdad de derechos de las lesbianas, gais, bisexuales y transexuales en Venezuela, tales como el matrimonio igualitario y la adopción homoparental, abogar por las demandas en favor de la diversidad sexual, la lucha contra la homofobia y todo tipo de discriminación sobre la base de orientación sexual e identidad de género, creando redes de apoyo a nivel internacional especialmente con organizaciones pro-LGBT de América Latina. 
En su proclama se autodefine como: 

«(...) la clara manifestación de la voluntad de poder creador de las personas gais, lesbianas, bisexuales y transgéneros de Venezuela, dispuestas hasta con su propia vida, destruir al capitalismo y crear el socialismo.»
BSULH